# 托普奇伊
50°29′29″N 34°30′17″E / 50.49139°N 34.50472°E
托普奇伊（烏克蘭語：Топчії）是位於烏克蘭東北部的村莊，由蘇梅州蘇梅區的萊貝丁市鎮負責管轄。該村處於布德爾卡河畔，距離庫利奇卡1公里，海拔高度127米，2001年人口47。